# American Academy of Dramatic Arts

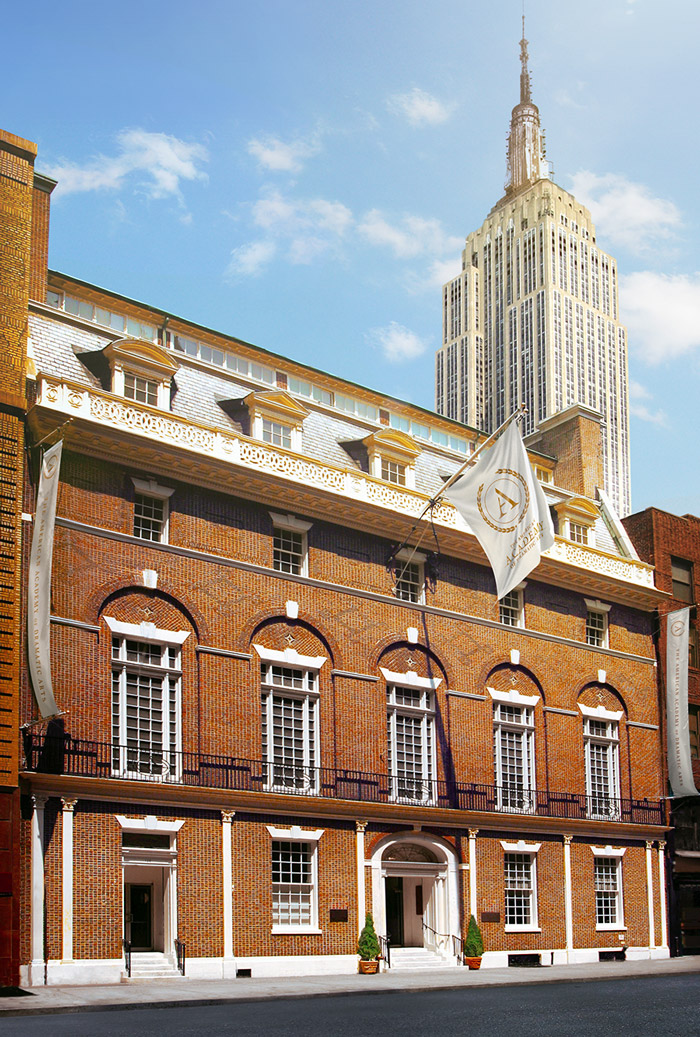
La Academia reside en el antiguo Colony Club de Manhattan en la Avenida Madison.

La American Academy of Dramatic Arts (Academia Estadounidense de Arte Dramático) fue fundada en Nueva York en 1884 para entrenar a actores, ofreciendo una educación profesional en el campo de la actuación, siendo una de las escuelas de actuación más renombradas del mundo, considerada la primera escuela de teatro del habla inglesa. En 1974, la Academia abrió otro centro en Pasadena, California, que la hizo la única escuela de educación actoral profesional en los centros principales de actividad teatral americana. El centro de Los Ángeles fue trasladado de Pasadena a Hollywood en 1999.
La Academia ofrece un Grado de asociado en Estudios Ocupacionales, y ofrece la carrera de actuación para el teatro, cine y televisión. Los estudiantes también tienen la oportunidad de hacer una audición para la compañía de teatro de tercer año. Por lo general, los estudiantes pueden transferir los créditos completados a una universidad o universidad de 4 años para finalizar una licenciatura si así lo desean. Muchas estrellas conocidas, del pasado y del presente, comenzaron en The Academy.
La declaración de la misión de toda la página de la academia termina con:
"El objetivo de la Academia es preparar a los estudiantes para las carreras de actuación en teatro, televisión y cine. Nuestro propósito es proporcionar una educación post-secundaria práctica que enfatice las habilidades que necesita un actor en el entorno competitivo de hoy".
Esta ofrece ahora cursos de películas y de televisión, también, proporcionando un estructurado, programa orientado profesionalmente que acentúa el autodescubrimiento, la autodisciplina y la individualidad.

## Alumnos destacados
Algunos de sus alumnos más destacados son:
- Jay Acovone
- Carmen Argenziano
- Armand Assante
- Tom Atkins
- Hank Azaria
- Lauren Bacall
- Jim Backus
- Eion Bailey
- Adrien Brody
- Kim Cattrall
- Jennifer Coolidge
- Cecil B. DeMille
- Danny DeVito
- James Farentino
- Bruce Greenwood
- Anne Hathaway
- Dennis Haysbert
- Sterling Holloway
- Jennifer Jones
- Grace Kelly
- Marion Lorne
- Taylor Mac
- Elizabeth Montgomery
- Pat O'Brien
- Michael Pitt
- Paul Rudd
- Robert Redford
- Jason Robards
- Eric Roberts
- Rosalind Russell
- French Stewart
- Gene Tierney
- Leonardo Torres Vilar
- Spencer Tracy
- Claire Trevor
- Robert Walker
- M. Emmet Walsh
- Lucile Watson
- Peter Weller
- Warren William
- Constance Zimmer
- Sarah Paulson

- Datos: Q389336
- Multimedia: American Academy of Dramatic Arts / Q389336